# Zdzisław Czarny
Zdzisław Czarny (ur. 6 września 1927 w Rudniku nad Sanem, zm. 27 listopada 1991) – polski chemik, profesor nauk chemicznych, rektor Wyższej Szkoły Pedagogicznej w Kielcach (1984–1987), prezes Kieleckiego Towarzystwa Naukowego (1977–1986).

## Życiorys
W 1952 ukończył studia na Uniwersytecie Jagiellońskim. Doktoryzował się w 1962 na Politechnice Śląskiej. Stopień doktora habilitowanego uzyskał tamże w 1968. W 1976 został profesorem nadzwyczajnym, a w 1991, na krótko przed śmiercią, został profesorem zwyczajnym.
W 1974 podjął pracę w Wyższej Szkole Pedagogicznej w Kielcach. W WSP stworzył Pracownię Chemii Fizycznej, a w latach 1988–1991 pełnił funkcję dyrektora Instytutu Chemii na Wydziale Matematyczno-Przyrodniczym. Od 1975 do 1982 był prorektorem uczelni, a od 1 października 1984 do 30 września 1987 – rektorem. Ponadto w latach 1977–1986 był prezesem Kieleckiego Towarzystwa Naukowego.